# Hautajärvi (sjö i Finland, Lappland, lat 66,78, long 26,57)
Hautajärvi är en sjö i Finland. Den ligger i kommunen Rovaniemi i landskapet Lappland, i den norra delen av landet, 700 km norr om huvudstaden Helsingfors. Hautajärvi ligger 194,9 meter över havet. Den är 7,5 meter djup. Arean är 1 kvadratkilometer och strandlinjen är 5,88 kilometer lång. Sjön  ingår i Kemi älvs huvudavrinningsområde. 
I övrigt finns följande vid Hautajärvi:
- Repojärvi (en sjö)